# 1736
Cette page concerne l'année 1736  du calendrier grégorien. Pour l'année 1736 av. J.-C., voir 1736 av. J.-C.
L'année 1736 est une année bissextile qui commence un dimanche.

## Événements
- 27 janvier : une assemblée des gouverneurs de province et des notables réunie dans la plaine de Mughan proclame chah de Perse le général turkmène Afchar Nadir après la déposition des derniers séfévides, Tahmasp II et son fils Abbas III[1].
- 8 mars : couronnement de Nâdir Châh, chah de Perse fondateur de la dynastie afchar[2]. Il étend l'influence perse en Inde (fin de règne en 1747).
- 24 avril : édit interdisant aux Chinois de se convertir au christianisme[3].

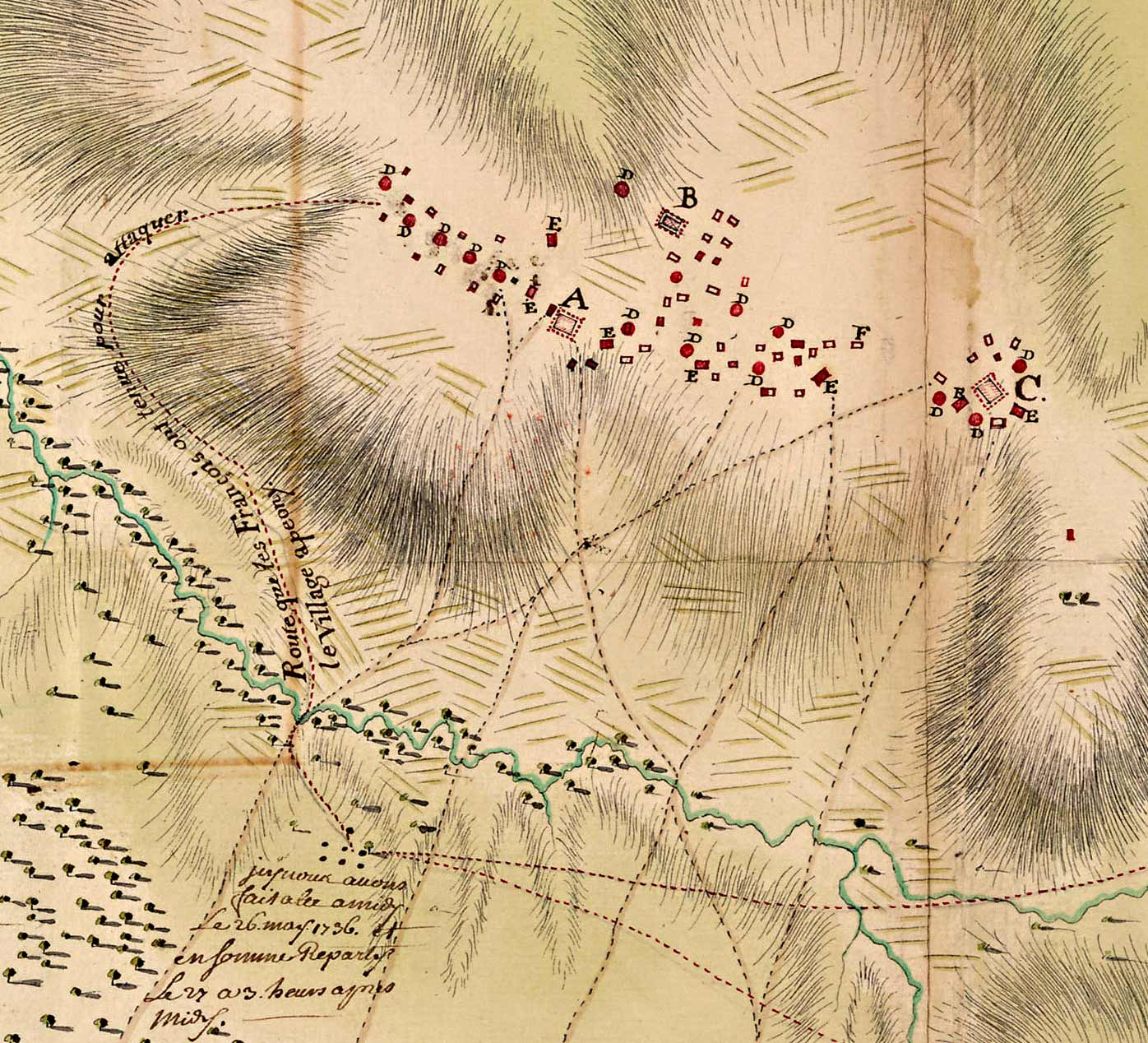
26 mai : bataille d'Ackia

- 26 mai : bataille d'Ackia entre les Français et les indiens Chickasaw dans l'actuel État du Mississippi[4].
- 6 juin : massacre du lac des Bois au Canada ; le père Aulneau, le fils aîné de La Vérendrye et vingt et un de leurs compagnons périssent attaqués par les Sioux[5].

- 17 octobre : l'Empire ottoman perd les provinces du Caucase (Azerbaïdjan, Arménie et Géorgie) au profit de la Perse au traité de Constantinople[6].
- 12 novembre : en Inde, les Marathes du peshwâ Bajirao Ier partent pour une campagne victorieuse contre les Moghols (fin en 1737)[7].
- 7 décembre : Benjamin Franklin crée à Philadelphie la Union Fire Company, première compagnie de pompiers volontaires en Amérique[8].

### Europe
- 26 janvier, Königsberg : abdication de Stanislas Leszczyński du trône de Pologne[9].
- 12 février : Marie-Thérèse épouse François-Étienne de Lorraine[10]. Ce dernier renonce au duché de Lorraine pour la Toscane et de fortes indemnités versées par la France. Le couple aura seize enfants, dont dix survivront.
- 25 mars : Théodore de Neuhoff débarque à Aléria[11]. Il est dit qu'il a débarqué "le jour de l'Annonciation", fête qui se situe le 25 mars (neuf mois avant Noël). Mais, il se trouve que Pâques 1736 tombe le 1er avril, ce qui situe le 25 mars pour les Rameaux. De ce fait, l'Annonciation doit avoir été fêté cette année-là en avril, après Pâques. Cependant, une source de l'époque situe cette arrivée fin mars, avec une forte valeur symbolique (les Rameaux correspondent à l'entrée triomphale du Christ dans Jérusalem). Voir Solennité[12].
- 27 mars[13], guerre russo-turque : début de la campagne du général Münnich contre les Tatars de Crimée. Il passe le Don et investit Azov (31 mars), puis marche contre la Crimée (6 avril)[14].

- Avril[15] : le Parlement britannique vote le Gin Act contre l'ivresse publique, qui entre en application le 29 septembre[16]. La loi, proposé par Sir Joseph Jekyll, limite la vente d’alcool aux consommateurs en établissant de forts droits à la production (distillation) et à la consommation (détaillants). Le bas prix du blé a facilité la production d’alcool depuis 1720. En 1736, on compte 7000 débits de gin sans licence à Londres.
- 11 avril : convention franco-autrichienne précisant les conditions des préliminaires de paix[9].

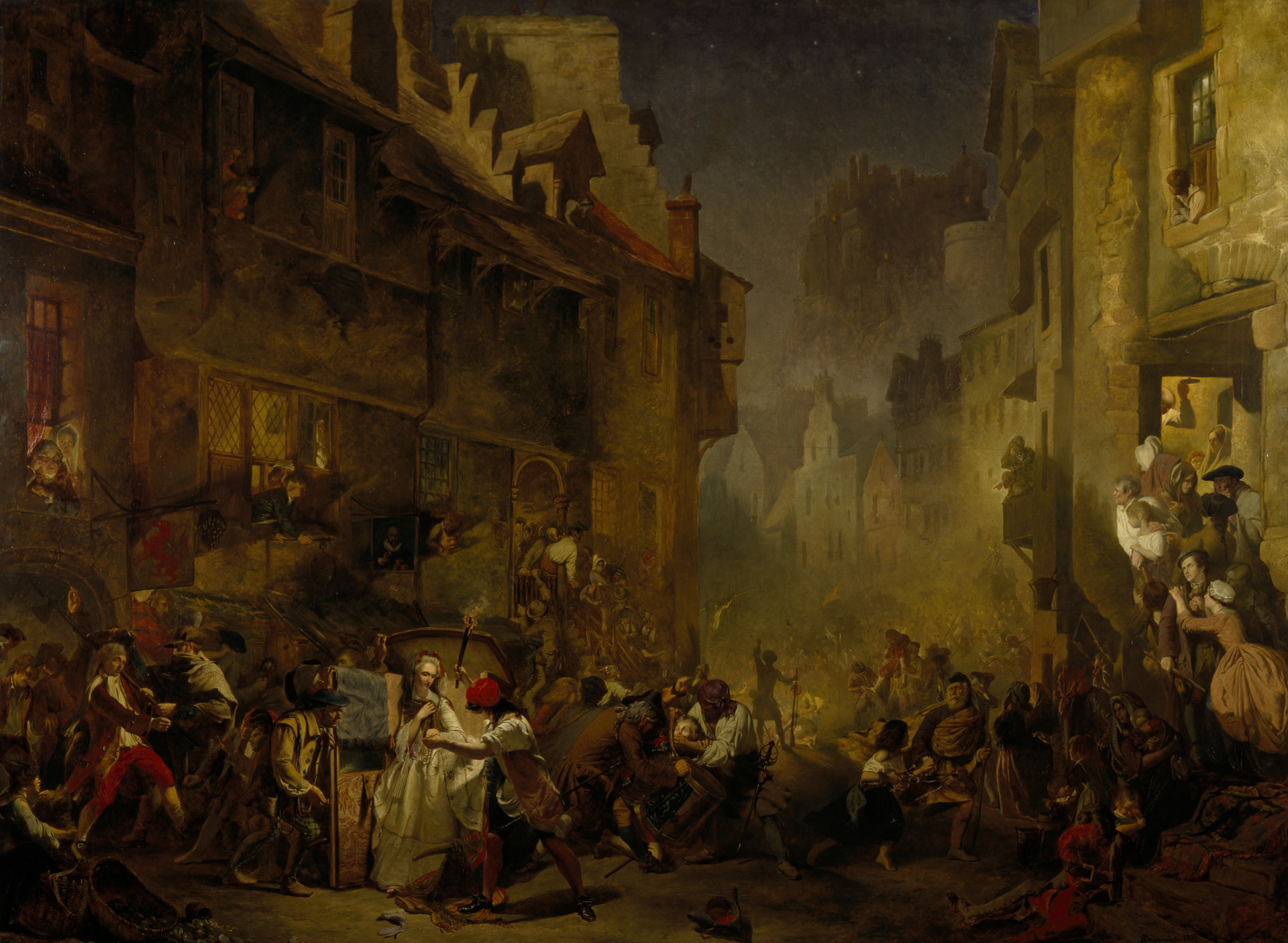
14 avril : Porteous riot, peint par James Drummond en 1855

- 14 avril : Porteous riot. L’exécution d’un contrebandier à Édimbourg provoque une émeute[17].
- 15 avril[18] : Théodore de Neuhoff (1694-1756), noble d’origine westphalienne, est élu roi de Corse au couvent de Valle-d'Alesani, après avoir reconnu la nouvelle constitution[19] avec l’appui probable de commerçants hollandais (1736-1738). Il quitte l'île pour Livourne le 13 novembre (ou le 11[20]). Il reviendra en septembre 1738 et en 1743, pour ramener des armes.

- 5 mai-4 juin : Stanislas Leszczynski quitte Königsberg pour s’établir au château de Meudon[21].
- 28 mai: les articles préliminaires de la paix de Vienne, ébauche de traité, sont portés à la diète générale de l'Empire, qui donne à l'Empereur le pouvoir de conclure des articles définitifs au nom de tout le Corps germanique. L'Espagne y accède le 15 avril 1736 ; le roi des Deux-Siciles y donna son consentement le premier mai ; le roi de Sardaigne le 6 août.

- 2 juin : capitulation de Perekop. Münnich envahit la Crimée[13].
- 28 juin (17 juin du calendrier julien) : les troupes russes occupent Bakhchisaray[22].
- 4 juillet : prise d'Azov par les Russes commandés par le général de Lacy[13].

- 10 août : mise en place par les calvinistes genevois de la société des catéchumènes, pour l’éducation de la jeunesse[23].
- 28 août : règlement de la question de Lorraine. Convention entre le roi de France et l'Empereur pour la réunion et la remise du duché de Lorraine à Stanislas Leszczynski[9].
- 24 septembre : François de Lorraine signe l'acte de cession du duché de Bar à Stanislas Leszczynski[10].
- 30 septembre : convention de Meudon. Stanislas Leszczynski laisse la direction des affaires de Lorraine à un intendant français, Chaumont de La Galaizière, en échange d’une pension annuelle de deux millions de livres[24].
- 29 octobre : création de la banque de Copenhague[25]. Les investissements étrangers et l’immigration de main-d’œuvre étrangère (Allemands) sont favorisés au Danemark.
- 30 novembre : fondation de la Grande Loge maçonnique d’Écosse[26].
- 31 décembre, Russie : loi limitant les obligations militaires de la noblesse de service et permettant à l’un des fils de famille de vivre sur ses terres[27].

- L’idée d’introduire au Grand-Conseil de Venise la noblesse de Terre Ferme pour donner un nouvel élan à l’État, proposée par Scipione Maffei, est repoussée[28].

## Naissances en 1736
- 19 janvier : James Watt, ingénieur écossais († 25 août 1819).
- 25 janvier : Joseph-Louis Lagrange, mathématicien, mécanicien et astronome italien puis français († 10 avril 1813).

- 27 février : René Madec, marin et aventurier breton, nabab du Grand Moghol († 28 juin 1784).

- 21 mars : Claude Nicolas Ledoux, architecte, urbaniste et utopiste français († 18 novembre 1806).

- 25 avril : Marcus Anton Wittola, prêtre et théologien autrichien († 23 mars 1797).

- 5 mai : Charles Bégin, homme politique canadien († 4 novembre 1802).

- 14 juin : Charles Augustin De Coulomb, physicien et mécanicien français († 23 août 1806).
- 22 juin :
  - Charles-Marie Caffieri, sculpteur français († 22 juin 1794).
  - Auguste-Louis de Rossel de Cercy, aristocrate, officier de marine et peintre français († 27 février 1804).

- 9 juillet : Charles-Jean-Baptiste Chaboillez, trappeur et négociant dans le commerce de la fourrure canadien († 25 septembre 1808).

- 8 août : Lorenzo Tiepolo, peintre et graveur rococo italien († 8 août 1776).

- 12 septembre : Hsinbyushin, troisième roi de la dynastie Konbaung de Birmanie († 10 juillet 1776)[29].
- 15 septembre : Jean Sylvain Bailly, astronome, homme politique et académicien français (fauteuil 31) († 12 novembre 1793).

- 18 octobre : Alexandre Angélique de Talleyrand-Périgord, cardinal français, archevêque de Paris († 20 octobre 1821).
- 29 octobre : Johann Karl Zeune, philologue allemand († 8 novembre 1788).

- 29 décembre : Sonsai, peintre japonais († 27 février 1802).

## Décès en 1736
- 17 janvier : Daniel Pöppelmann, architecte allemand (° 1662).
- 31 janvier : Filippo Juvarra, architecte italien (° 7 mars 1678).

- 7 février : Stephen Gray, astronome et physicien britannique (° décembre 1666).

- 17 mars : Giovanni Battista Pergolesi (Pergolèse), compositeur italien (° 4 janvier 1710).

- 2 avril : Étienne Allegrain, peintre et graveur français (° 1644).
- 21 avril : Le prince Eugène (° 18 octobre 1663).

- 2 mai : Albertus Seba, zoologiste et pharmacien hollandais, célèbre pour son cabinet de curiosités (° 12 mai 1665).
- 7 mai : John Weldon, compositeur anglais (° 19 janvier 1676).

- 3 juillet : Giuseppe Nicola Nasini, peintre baroque italien de l'école florentine décadente (° 25 janvier 1657).
- 8 juillet : Claude Jacquart, peintre lorrain (° 1686).
- 25 juillet : Jean-Baptiste Pater, peintre français (° 29 décembre 1695).

- 8 septembre : Théophane Prokopovitch, archevêque de Novgorod (1681-1736)[30] (° 18 juin 1681).
- 13 septembre : Caspar van Wittel, peintre néerlandais (° 1653).
- 16 septembre : Daniel Gabriel Fahrenheit, physicien allemand (° 24 mai 1686).

- 17 octobre : Giacomo Francesco Cipper,  peintre italien d'origine autrichienne (° vers 1664).
- 23 octobre : Tommaso Aldrovandini, peintre italien (° 21 décembre 1653).

- 2 novembre : Louis Antoine de Pardaillan de Gondrin, marquis d'Antin, de Gondrin et de Montespan puis 1er duc d'Antin, directeur général des Bâtiments du Roi, Académies et Manufactures ou surintendant des Bâtiments du Roi, Académies et Manufactures (° 5 septembre 1665).
- 5 novembre : Claude Guy Hallé, peintre français (° 17 janvier 1652).
- 8 novembre : Domenico Brandi, peintre italien (° 1683).

- 2 décembre : Jean-Pierre Gibert, théologien et jurisconsulte français (° octobre 1660).

- Date précise inconnue :
  - Niccolò Bambini, peintre baroque italien (° 1651).
  - Chen Shu, peintre chinoise (° 1660).
  - Henrik Brenkman, juriste néerlandais (° 1681).